# 薛塾
薛塾（?—?），字宗道，絳州正平人。

## 生平
薛塾曾監絳州曲沃縣酒稅，釀酒所需薪柴由當地居民供給，造成為人民的負擔。薛塾改用石炭，“民得不苦，至今赖之”。 官至内殿崇班，卒官于蜀州。

## 家族
兄薛奎，資政殿學士、兵部尚書河東簡肅公。